# Pachylicus hispidus
Pachylicus hispidus is een hooiwagen uit de familie Zalmoxioidae.